# إيليا بارشينايا
إيليا بار شينايا (بالسريانية: ܐܠܝܐ ܒܪ ܫܝܢܝܐ)‏، هو أسقف ونحوي سرياني. ويعد من أهم الكتاب السريان في القرن الحادي عشر.
عين بار شينايا أسقفا على بيث نوهدري ونصيبين مركز مدرسة نصيبين اللاهوتية وبقي بمنصبه 40 عاما. وقد ألف كتبا في نحو اللغة السريانية، ونظم العديد من التراتيل السريانية وعدل التقويم الكنسي للكنيسة السريانية الغربية سنة 1019.